# Мартін Палумбо
Мартін Ньйотен Палумбо (норв. Martin Njøten Palumbo, нар. 5 березня 2002, Берген, Норвегія) — норвезький футболіст, півзахисник італійського клубу «Удінезе». На правах оренди грає за «Ювентус U23».

## Біографія
Мартін Палумбо народився в Норвегії в місті Берген в інтернаціональній родині. Батько Мартіна — італієць за походженням, мати норвежка. У віці трьох років Мартін разом з батьками переїхав до Італії.

## Ігрова кар'єра

### Клубна
З 2011 року Палумбо грав у молодіжних складах клубу «Удінезе». 2 серпня 2020 року футболіст зіграв свій перший матч у складі основи. За п'ять днів після цього він продовжив свій контракт з «Удінезе» до 2025 року.
У жовтні 2020 року Мартіна було визнано як гравця з найменшою заробітною платою у Серії А. Його платня складає 40 тисяч євро за сезон.
27 серпня 2021 року на умовах оренди з правом викупу перейшов до «[Ювентус]]а», де був заявлений за молодіжну команду.

### Збірна
У 2019 році Мартін Палумбо встиг зіграти по кілька матчів у складі юнацьких збірних Норвегії та Італії. У 2020 він знову повернувся до збірної Норвегії (U-18).
2021 року дебютував в іграх за молодіжну збірну Норвегії.